# Campeonato de Fútbol Playa de la CAF 2008
El Campeonato de Fútbol Playa de la CAF 2008 fue la tercera edición del torneo de fútbol playa a nivel de selecciones nacionales más importante de África organizado por la CAF y que contó con la participación de 8 selecciones nacionales del continente.
Senegal venció a Camerún en la final disputada en Durban, Sudáfrica para ganar el torneo por primera vez; y ambos finalistas clasificaron a la Copa Mundial de Fútbol Playa FIFA 2008. El campeón de la edición anterior, Nigeria, fue eliminado en la fase de grupos.

## Participantes
| - Camerún - Cabo Verde - Costa de Marfil - Egipto | - Mozambique - Nigeria - Senegal - Sudáfrica |

## Fase de grupos

### Grupo A
| Equipo     | Pts. | J | G | E | P | GF | GC | GD  |
| ---------- | ---- | - | - | - | - | -- | -- | --- |
| Senegal    | 6    | 3 | 2 | 0 | 1 | 22 | 9  | +13 |
| Egipto     | 5    | 3 | 1 | 1 | 1 | 16 | 11 | +5  |
| Sudáfrica  | 3    | 3 | 1 | 0 | 2 | 10 | 14 | -4  |
| Mozambique | 3    | 3 | 1 | 0 | 2 | 6  | 20 | -14 |

| Equipo 1   | Resultado  | Equipo 2   |
| ---------- | ---------- | ---------- |
| Egipto     | 8-3        | Mozambique |
| Senegal    | 8-4        | Sudáfrica  |
| Egipto     | 5-4 (t.e.) | Senegal    |
| Mozambique | 3-2        | Sudáfrica  |
| Senegal    | 10-0       | Mozambique |
| Sudáfrica  | 4-3        | Egipto     |

### Grupo B
| Equipo          | Pts. | J | G | E | P | GF | GC | GD  |
| --------------- | ---- | - | - | - | - | -- | -- | --- |
| Camerún         | 8    | 3 | 2 | 1 | 0 | 19 | 12 | +7  |
| Costa de Marfil | 3    | 3 | 1 | 0 | 2 | 13 | 14 | -1  |
| Nigeria         | 3    | 3 | 1 | 0 | 2 | 19 | 10 | +9  |
| Cabo Verde      | 2    | 3 | 0 | 1 | 2 | 8  | 23 | -15 |

| Equipo 1        | Resultado      | Equipo 2        |
| --------------- | -------------- | --------------- |
| Camerún         | 8-3            | Cabo Verde      |
| Costa de Marfil | 5-4            | Nigeria         |
| Camerún         | 8-6            | Costa de Marfil |
| Nigeria         | 12-2           | Cabo Verde      |
| Cabo Verde      | 2-2 (1-1 pen.) | Costa de Marfil |
| Nigeria         | 3-3 (2-3 pen.) | Camerún         |

## Fase final

### Semifinales
| Equipo 1 | Resultado      | Equipo 2        |
| -------- | -------------- | --------------- |
| Camerún  | 4-3            | Egipto          |
| Senegal  | 5-5 (6-5 pen.) | Costa de Marfil |

### Tercer lugar
| Equipo 1 | Resultado | Equipo 2        |
| -------- | --------- | --------------- |
| Egipto   | 3-6       | Costa de Marfil |

### Final
| Equipo 1 | Resultado | Equipo 2 |
| -------- | --------- | -------- |
| Camerún  | 6-12      | Senegal  |

## Campeón
| Campeonato de Fútbol Playa de la CAF 2008 |
| ----------------------------------------- |
| Bandera de Senegal                        |
| Senegal 1º Título                         |

## Posiciones finales
| Pos. | Equipo          |
| ---- | --------------- |
| 1    | Senegal         |
| 2    | Camerún         |
| 3    | Costa de Marfil |
| 4    | Egipto          |
| 5    | Nigeria         |
| 6    | Sudáfrica       |
| 7    | Mozambique      |
| 8    | Cabo Verde      |